# Lasos d'Hermione
Lasos d'Hermione (né à Hermione en Argolide) est un poète lyrique grec de la seconde moitié du VIe siècle av. J.-C.
Il a composé le premier traité de musique connu et aurait introduit à Athènes les concours de dithyrambes. Hérodote raconte que Lasos aurait démontré les supercheries du devin Onomacrite au tyran Hipparque, qui le fit expulser d'Athènes. Dans la Vie de Thalès, Diogène Laërce signale qu'il est parfois placé parmi les Sept sages de Grèce. Selon lui, il serait le fils de Charmantidas ou de Sisambrinos ou, selon Aristoxène, de Chabrinos.
Il reste de lui trois vers, appelés Hymne à Déméter d’Hermione : 

« Je chante Déméter et la Jeune Fille, compagne de Clymène,

Élevant un hymne doux et puissant

Aux sons profonds venus de l’Éolie. »

Selon Georges Perec, Lasos d’Hermione est le plus ancien auteur de lipogrammes, ayant composé deux poèmes sans la lettre sigma. La tradition voit en lui le maître de Pindare.[réf. nécessaire]

## Sources
- Hérodote, Histoires [détail des éditions] [lire en ligne], VII, 6.
- Diogène Laërce, Vies, doctrines et sentences des philosophes illustres [détail des éditions], VII, 6.